# Калькройт, Станислаус фон
Станислаус Фридрих Людвиг фон Калькройт (нем. Stanislaus Friedrich Ludwig Graf von Kalckreuth; 25 декабря 1820, Козмин-Велькопольски, Великопольское воеводство — 25 ноября 1894, Мюнхен) — немецкий художник.

## Биография
Принадлежал к силезскому аристократическому роду фон Калькройт. Родился в семье графа Вильгельма фон Калькройта (1782—1857) и его второй супруги Луизы фон Штехов. Окончил гимназию в Лежно (ныне польская Лисса) и затем некоторое время провёл в военном кадетском училище. В 20-летнем возрасте поступает на офицерскую службу в 1 -й гвардейский пехотный полк, прослужил, впрочем, недолгое время. В 1840—1844 годы берёт урока живописи у художника Карла Густава Вегенера (1812—1887) в Потсдаме, затем — у Вильгельма Краузе и Карла Эдуарда Бирманна в Берлине. В 1845 году живописец приезжает в Дюссельдорф, в 1846—1849 годы посещает там занятия в местной Художественной академии, в классе Иоганна Вильгельма Ширмера. После 1849 года художник проживал два года в Кёльне. После этого возвращается в Дюссельдорф и до 1853 года берёт частные урок рисования у Ширмера.
Получив стипендию короля Пруссии в 1848 году, фон Калькройт совершает рабочие поездки за границей — по Швейцарии, Франции и Италии, пересекает Пиренеи. В 1852 году прусский король Фридрих Вильгельм IV присваивает художнику звание профессора живописи. В 1858 году фон Калькройт приехал в Веймар и участвовал там в создании Саксонской школы искусств. В 1860 году он в присутствии короля был назначен первым директором этой новой школы. В 1876 году художник уходит со всех своих постов и живёт частной жизнью, поселившись в Бад-Кройцнахе, родном городе своей жены Анны Элеоноры Кауэр. С 1883 года он живёт в Мюнхене.
В творчестве Станислауса фон Калькройта преобладают пейзажи. Из своих многочисленных путешествий мастер возвращался с наработанными эскизами, по которым затем в его художественном ателье создавались полотна, зачастую в духе его учителя, Иоганна Ширмера. Особенно его интересовали безлюдные горные альпийские ландшафты, редкие атмосферные феномены.

## Семья и дети
6 августа 1849 года женился на Анне Элеоноре Кауэр (1829—1881), дочери скульптора. Их дети:
- Анна (1850—1879), 19 июля 1871 года вышла замуж за графа Ганса Йорка фон Вартенбурга.
- Клара (1851—1903) — посвятила себя музыке, была ученицей Клары Шуман и Франца фон Листа. 19 июля 1871 года вышла замуж за протестантского теолога Карла Альфреда фон Хазе[нем.].
- Елена (1852—1925), в 1880 году стала второй супругой графа Ганса Йорка фон Вартенбурга[4].
- Леопольд (1855—1928), стал известным художником. В 1885 году женился на графине Берте Йорк фон Вартенбург.
- Паулина (1856—1929), художница, фрейлина принцессы Виктории[5].
- Мария[нем.] (1857—1897), художница.
- Ганс (1860—1868).

1 апреля 1886 года женился на Бабетте Мейер (1835—1916), единственной дочери богатого еврейского банкира. По свидетельству Марии фон Бунзен, Станислаус "обращался с ней с жесточайшей безжалостностью".

## Галерея

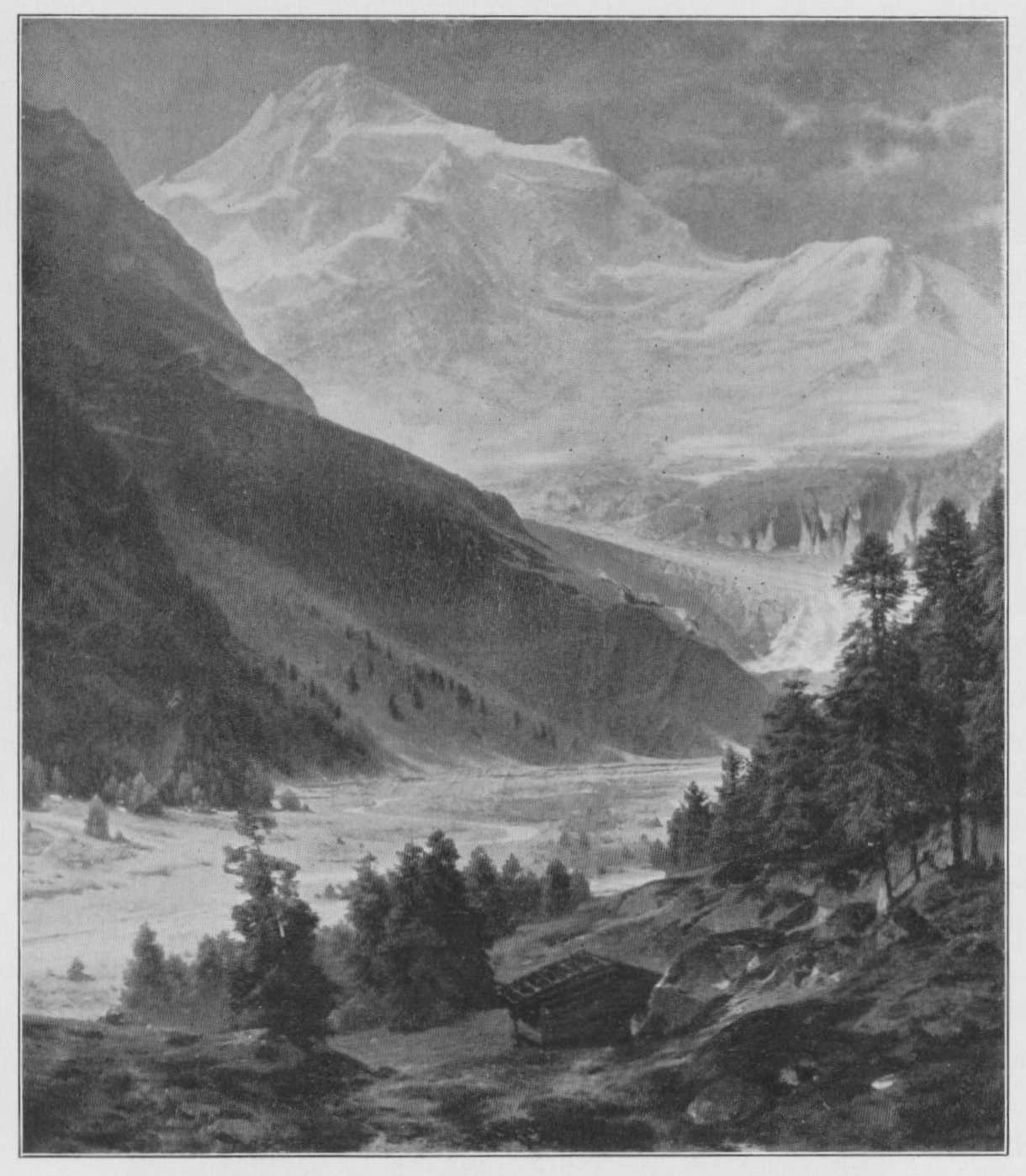
Монте Роза
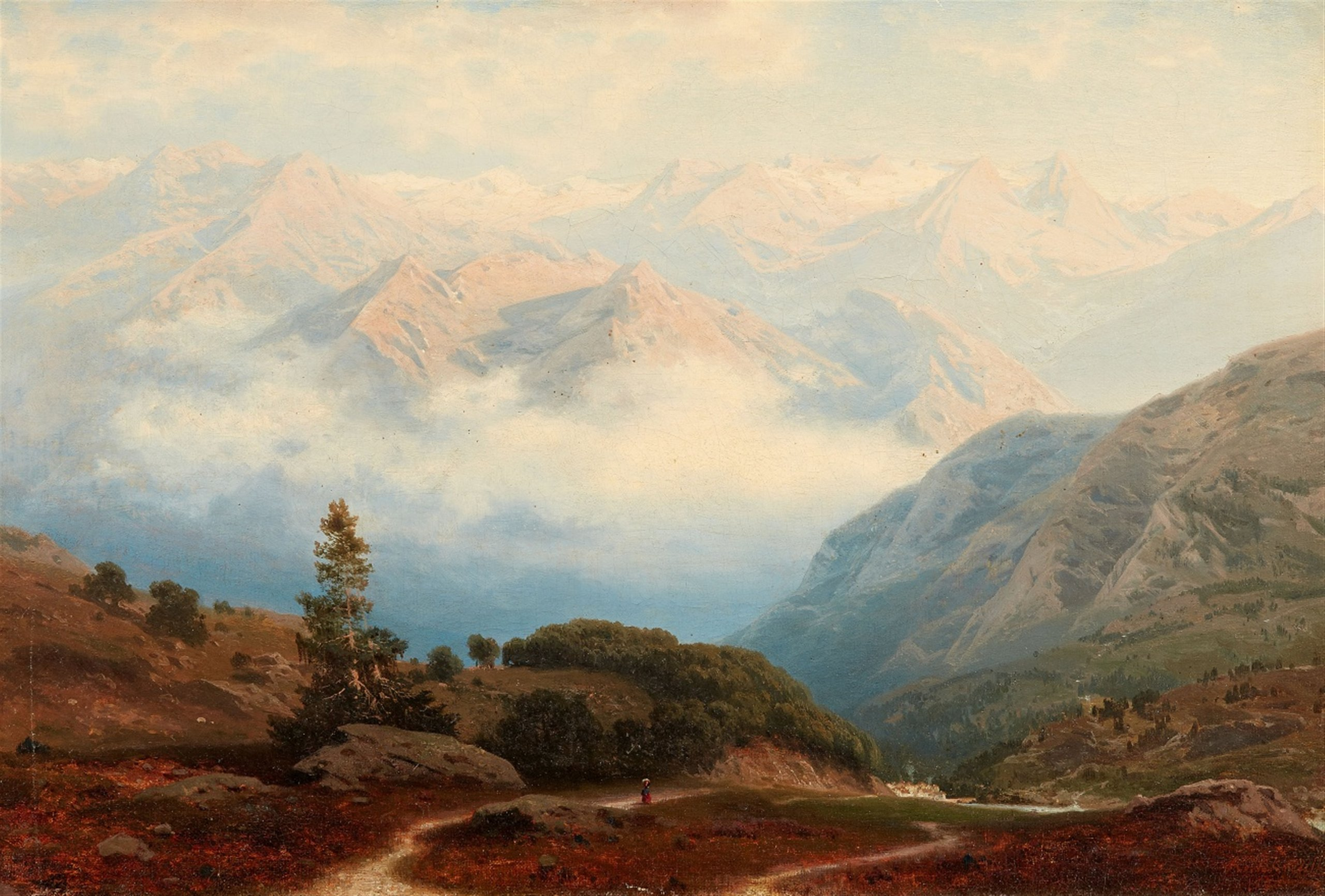
Высокогорный пейзаж в Пиренеях (1857)
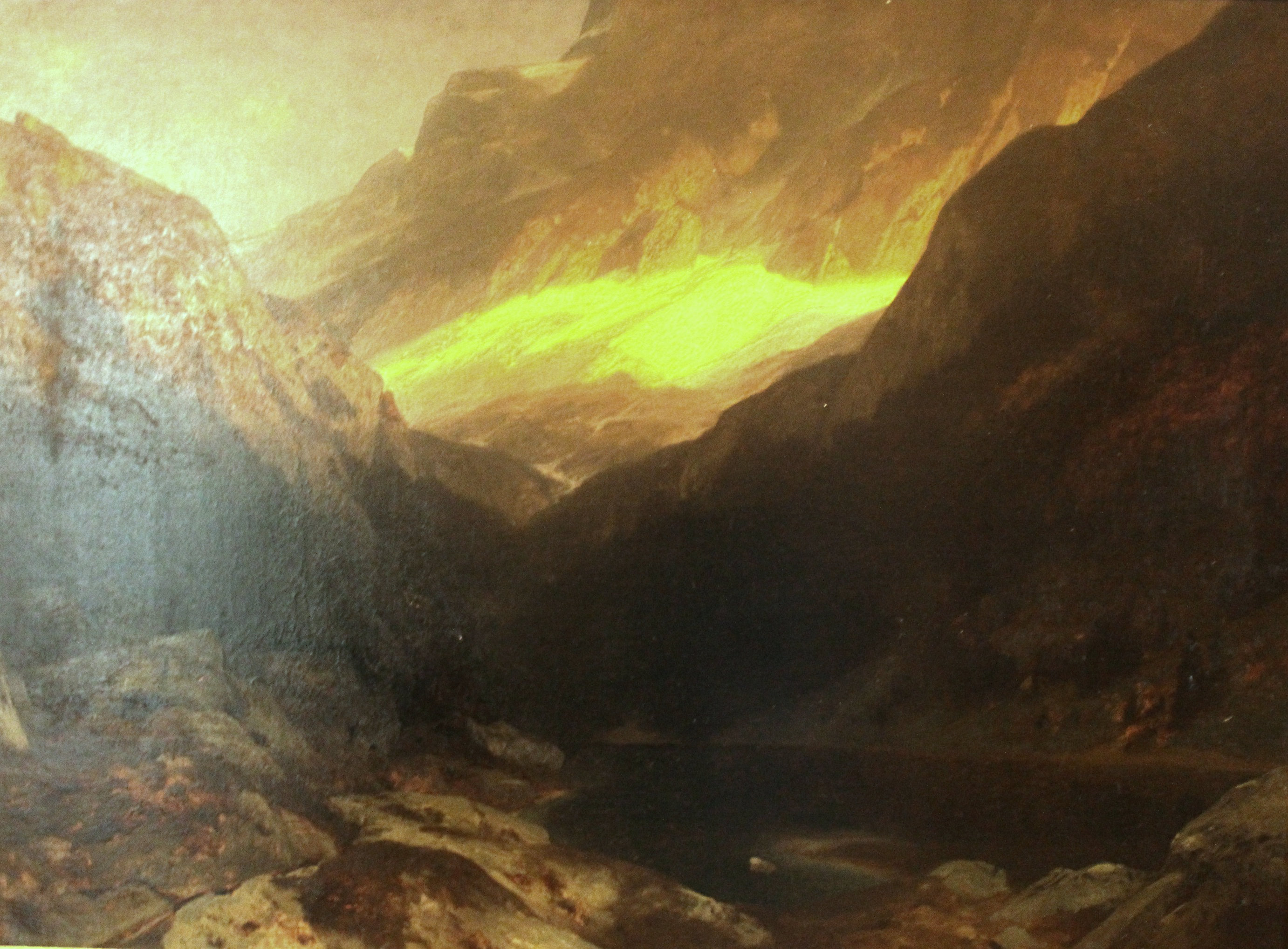
Альпийский пейзаж
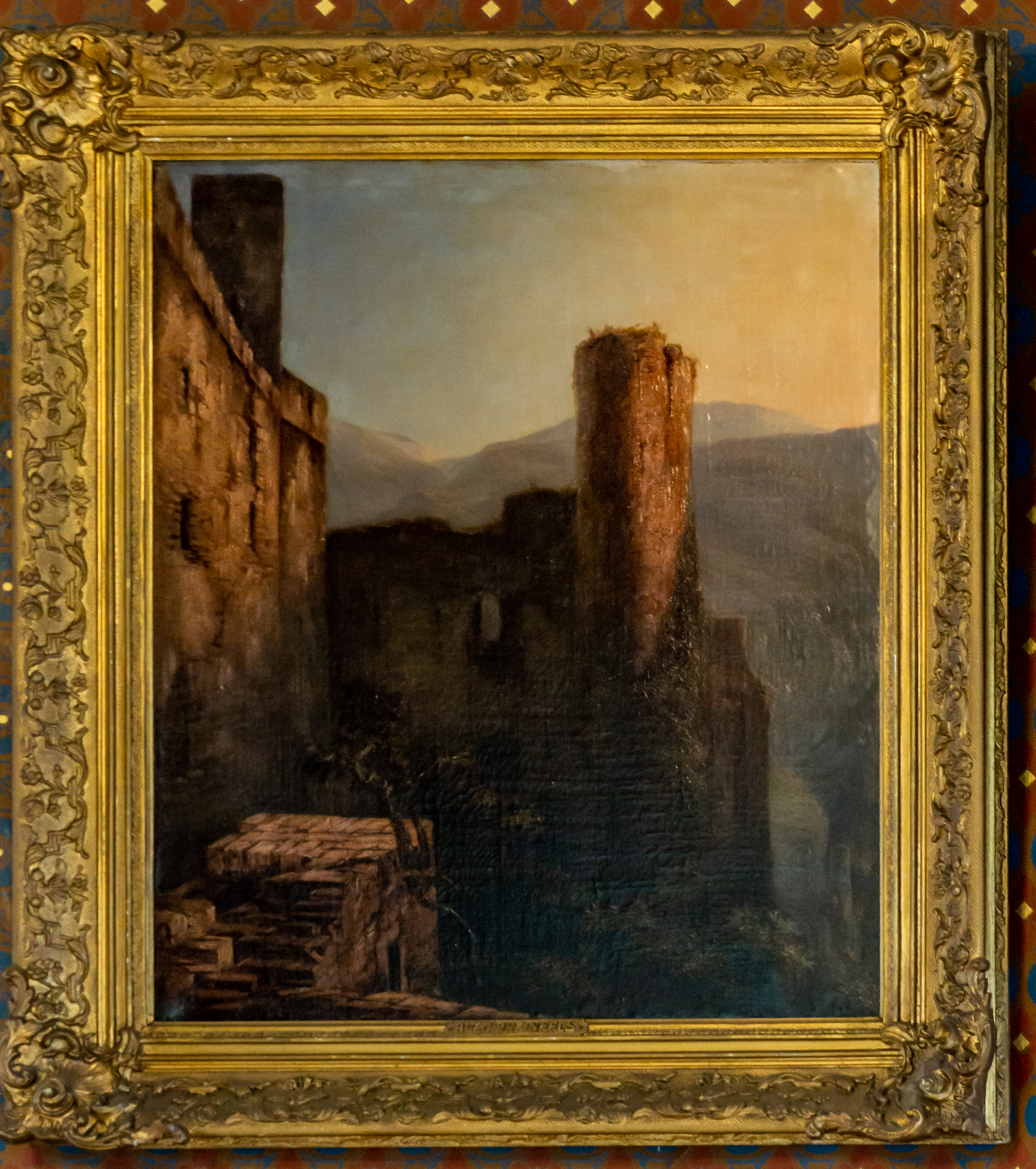
Замок Рейнфельс
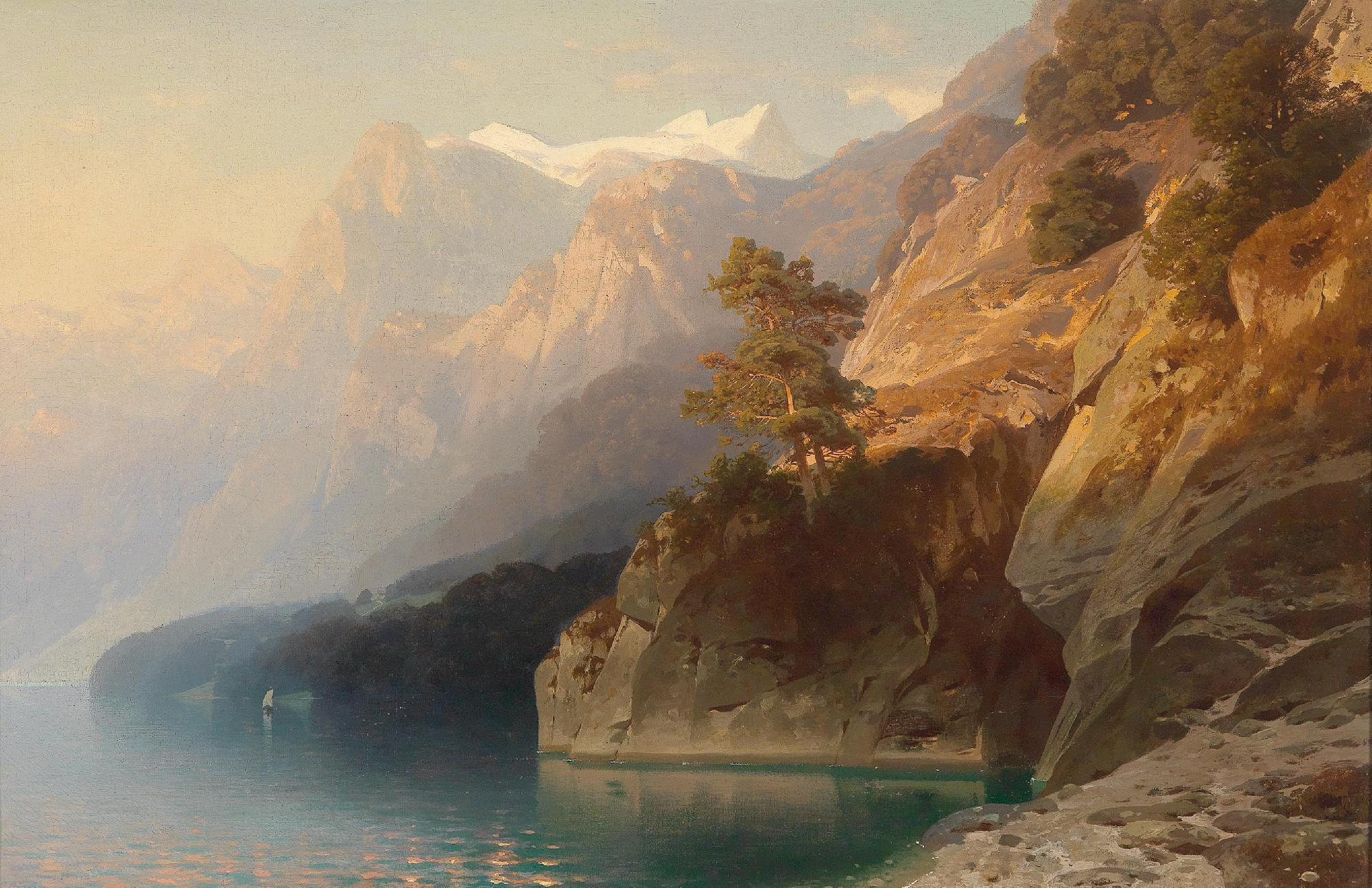
Горный пейзаж с озером